# Expedición Raynolds
La expedición Raynolds (en inglés: Raynolds Expedition) fue una expedición del Ejército de los Estados Unidos de exploración y cartografía que tenía como fin levantar el territorio sin explorar entre Fort Pierre —en la confluencia del río Misuri y el Bad— y las cabeceras del río Yellowstone, en el entonces territorio no organizado y enseguida futuro Territorio de Dakota (1861-1889). La expedición fue dirigida por el capitán e ingeniero topográfico William F. Raynolds y tuvo lugar en 1859-1860.

## La expedición

### Preparativos y fines

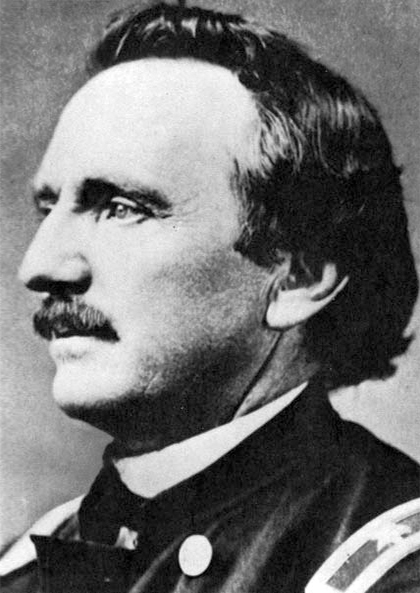
Retrato de William F. Raynolds, líder de la expedición (c. 1859–1860)

A principios de 1859, Raynolds fue encargado de dirigir una expedición en la región del río Yellowstone —hoy parte de los estados de Montana y Wyoming— para determinar «en la medida de lo posible, todo lo relacionado con... los indios del país, sus recursos agrícolas y mineralógicos... la navegabilidad de sus corrientes de agua, sus características topográficas, y las facilidades u obstáculos que este último presenta para la construcción del ferrocarril o carreteras comunes...». La expedición fue llevada a cabo por un puñado de cualificados técnicos, incluyendo el geólogo/naturalista F.V. Hayden —que dirigió varias expediciones posteriores a la región de Yellowstone—, el fotógrafo y topógrafo James D. Hutton y el artista y cartógrafo Anton Schönborn. El segundo al mando era el teniente Henry E. Maynadier. La expedición fue apoyada por un pequeño destacamento de infantería de 30 hombres y fue financiada con $60.000 por el gobierno de Estados Unidos. El experimentado mountain man (hombre de la montaña) Jim Bridger fue contratado para guiar la expedición.

### Desarrollo de la expedición
La expedición comenzó en San Luis, Misuri a finales de mayo de 1859 cuando la partida fue transportada por dos barcos de vapor aguas arriba por el río Misuri hasta New Fort Pierre, Dakota del Sur. A finales de junio, la expedición salió por tierra de Fort Pierre, encontrándose con los indios crow, para explorar el río Tongue y luego seguir en dirección al río Yellowstone, en el sur de la actual Montana. Raynolds dividió su expedición, enviando un pequeño destacamento al mando de Maynadier para explorar el Tongue, un importante afluente del río Yellowstone. James D. Hutton y Zephyr Recontre, el intérprete sioux de la expedición, hicieron una batida hacia un lado para localizar una formación de roca aislada que había sido vista desde gran distancia por una expedición anterior en 1857. Hutton fue la primera persona de ascendencia europea que llegó a esa formación de roca en el noreste de Wyoming, más tarde conocida como Devils Tower [Torre del Diablo]; Raynolds nunca se refirió a este evento, mencionándolo solo de pasada. El 2 de septiembre de 1859, el destacamento de Raynolds que había seguido el río Yellowstone, llegó hasta la confluencia con el río Bighorn, en el centro-sur de Montana. Las dos partidas al mando de Raynolds y Maynadier se volvieron a reunir el 12 de octubre e invernaron en Deer Creek Station [Estación del arroyo del Ciervo], a orillas del río Platte, en el centro de Wyoming.

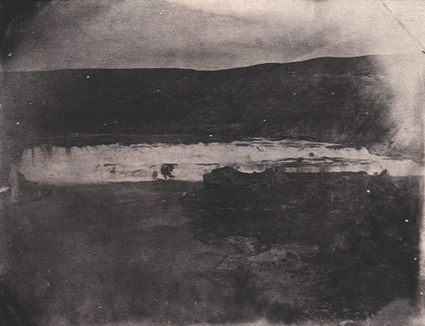
El Gran Salto del río Misuri (1860), de James D. Hutton, es una de las pocas fotografías que se conservan que fueron tomadas durante la expedición. Las técnicas fotográficas de placas húmedas disponibles en el momento de la expedición proporcionan solo imágenes de mala calidad.

En mayo de 1860, la expedición reanudó sus exploraciones, con Raynolds encabezando un grupo que se encaminó al norte y al oeste remontando aguas arriba la parte del río Bighorn, que se conoce hoy como el río Wind, con la esperanza de cruzar la cordillera Absaroka por el paso Togwotee, un paso de montaña que conocía Jim Bridger, el guía de la expedición. Mientras tanto, Maynadier condujo a su partida hacia el norte hasta el río Bighorn para explorarlo más a fondo, así como sus tributarios. El plan era que los dos grupos se reuniesen el 30 de junio de ese año 1860 en Three Forks (lugar de confluencia de los ríos Jefferson, Madison y Gallatin, considerado el inicio del río Misuri, en la actual Montana), para que pudieran hacer observaciones de un eclipse solar total previsto para el 18 de julio de 1860. Obstaculizada por imponentes acantilados de basalto y profundas nieves, Raynolds intentó durante más de una semana hacer un reconocimiento de las cimas del paso Togwotee, pero se vio obligado a ir al sur debido a la fecha límite del 30 de junio para llegar a Three Forks. Bridger llevó entonces la partida al sur sobre otro paso que Raynolds nombró como Unión Pass, al oeste de la cual se encuentra Jackson Hole y la cordillera Teton. A partir de ahí la expedición fue al suroeste, cruzando la cordillera Teton por su parte meridional en Teton Pass y entrando en Pierre's Hole (en el actual Idaho). A pesar de que Raynolds y su grupo lograron llegar a Three Forks en la fecha prevista, la partida de Maynadier llevaba varios días de retraso, demasiado tarde para permitir un destacamento hacia el norte para observar el eclipse solar. La expedición, ya reunida, se dirigió a continuación de regreso a casa, viajando desde Fort Benton —el último puesto del comercio de pieles en el Alto Misuri establecido en 1847 por Auguste Chouteau— hasta Fort Union, cerca de la frontera Montana-Dakota del Norte vía un barco de vapor. Luego viajaron por tierra hasta Omaha (Nebraska), donde los miembros de la expedición fueron disueltos en octubre de 1860.

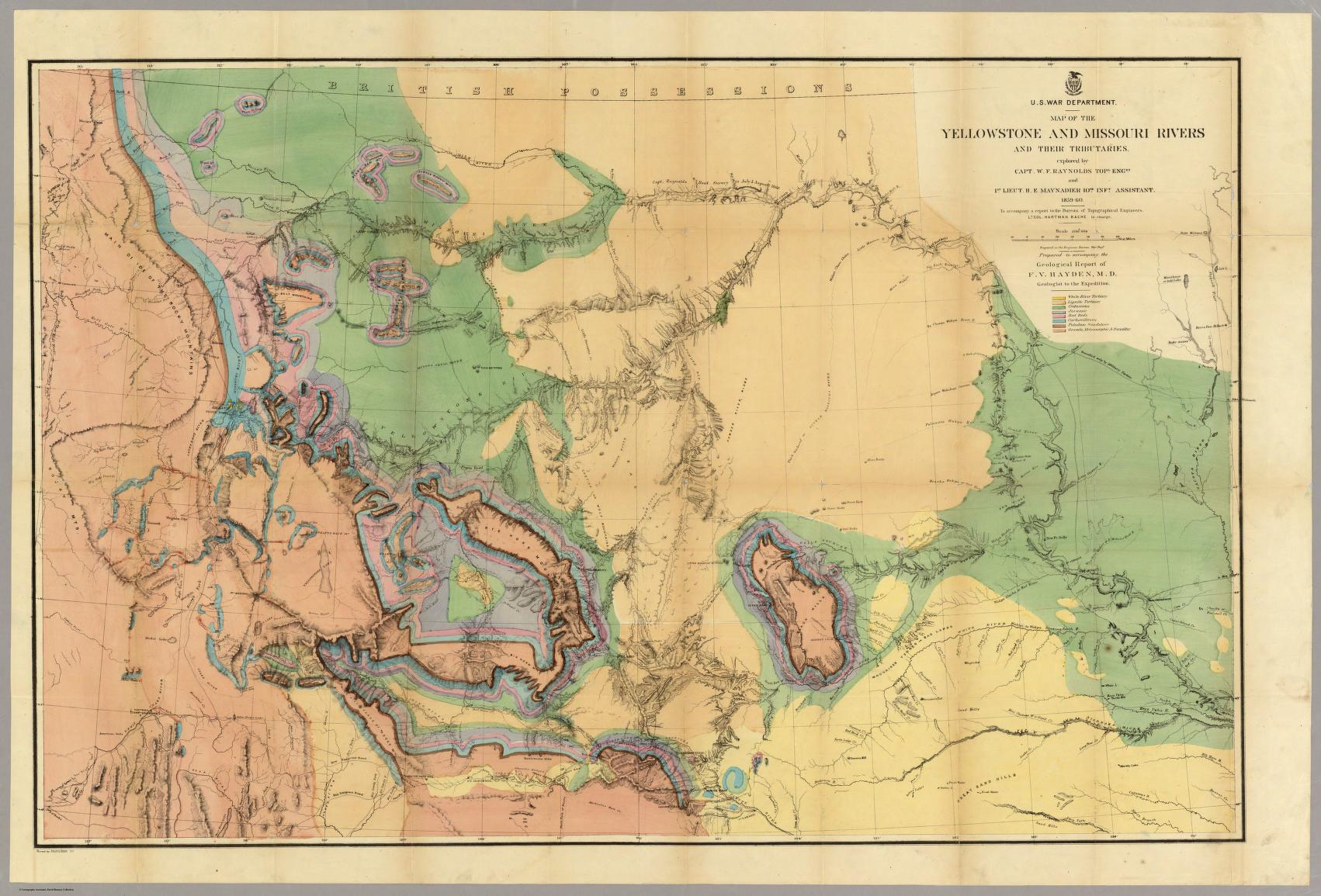
Mapa geológico de Hayden de la expedición que fue publicado en 1869

### Logros
Aunque la expedición Raynolds no tuvo éxito en la exploración de la región que más tarde se convirtió en el parque nacional de Yellowstone, si fueron la primera partida financiada por el Gobierno de Estados Unidos en entrar en el Jackson Hole y observar la cordillera Teton. La expedición también cubrió más de 4000 km y exploró un área de cerca de 650 000 km². En un informe preliminar enviado al este en 1859, Raynolds informó que los una vez abundantes bisontes estaban siendo cazados por sus pieles a un ritmo tan alarmante, que pronto podrían convertirse en extintos. El estallido de la guerra civil americana, que opacó la expedición, y una enfermedad grave retrasaron después que Raynolds no presentase su informe sobre la expedición hasta 1868. Eclipsada por los acontecimientos posteriores, los objetivos de la nación abandonaron la exploración y la expansión al Oeste y por ello las condiciones geológicas, cartográficas y la importancia histórica de la expedición casi pasó desapercibida. Las colecciones botánicas, así como los fósiles y las muestras relacionadas que iban a ser enviados para ser estudiados a la Smithsonian Institution, se retrasaron y gran parte de la obra creada por Hutton y especialmente de Schönborn se perdió, aunque varios de los cromolitógrafos de Schönborn aparecieron en el informe de 1883 de F.V. Hayden que se presentó después de expediciones posteriores.

### Estructura de mando
- capitán William F. Raynolds, ingeniero topógrafo de Estados Unidos, mando.
- primer teniente Henry Eveleth Maynadier, ejército de Estados Unidos, segundo al mando.
- 2º regimiento de infantería de Estados Unidos .
  - Destacamento, 30 hombres, subteniente Caleb Smith.
- 2º Dragones de Estados Unidos  (sustituyó a la escolta de infantería a principios de 1860)
  - Destacamento, 30 hombres,  segundo subteniente John Mullins.
- científicos: 2 hombres, el médico Ferdinand Vandeveer Hayden y J. Hudson Snowden.
- técnicos, 8 hombres, Anton Schönborn
- obreros, 7 hombres.
- fotógrafo, James D. Hutton.
- guía, James Felix (Jim) Bridger.
- intérprete sioux, Zephyr Recontre.